# Magyar Ökölvívó Szakszövetség
Magyar Ökölvívó Szakszövetség, sportági szakszövetség.

## Története
1875-ben gróf Esterházy Miksa megalapította az első olyan szervezetet, amely a Magyar Athletikai Club (MAC) néven működött, és keretén belül gyakorolták az ökölvívást Létrejött a szervezeti keret a sportág magyarországi művelésére.
1909-ben korszerű edzőterem létesült a Műegyetemen, amely nagyban hozzájárult a sportág fejlődéséhez, biztosítva a nemzetközi porondon való eredményességet. 
1920 tavaszán megalakult a Magyar Birkózók Szövetsége (MBSz), ezen belül augusztus 8-án létrejött a bokszoló-szakosztály, amelynek elnöke Dr. Tatics Péter, főtitkára Dr. Rendek Károly lett. 
1925-ben megalakult a Magyar Ökölvívó Szövetség (MÖSZ). 1926-ban kiírta a csapatbajnoki küzdelmeket.

## Feladata
A szövetség tagjainak összefogása, országos érdekek képviselete. Átfogni, koordinálni a felnőtt (férfi, női) és korosztályos csoportok versenyeztetést, minősítést. Biztosítani a válogatott sportolók célirányos felkészítését, menedzselését. Különböző csapat- és egyéni versenyek szervezése. Nemzetközi kapcsolatok ápolása, a nemzetközi szövetségek munkáját segíteni, versenyeiken (világ- és Európa-bajnokság, olimpia) való részvétel. 

## Elnökök
- Sigray Antal (1925–1942)
- Kalándy Imre (1942–1944)
- Iván Ferenc (1945–1948)

…
- Magyar János (1957–?)
- Hullay Lajos (1958–1959)
- Magyar János (1960–1961)
- Varga Károly (1961–1962)
- Hullay Lajos (1963–1969)
- Karácsony István (1969–1971)
- Borsos László (1971–1975?)
- Schiller János (1975–1977)
- Karakas László (1978–1979)
- Varga Ferenc (1979–1988)
- Kovács Bertalan (1989)
- Sermer György (1990–1996)
- Csötönyi Sándor (1996–2017)
- Erdei Zsolt (2017–2019)
- Bajkai István (2019–2023)
- Kutrucz Csaba (2023)